# Anopheles deaneorum
Anopheles deaneorum é um mosquito, hospedeiro e vetor secundário da malária. Tendo sido separado do complexo de espécies crípticas do Anopheles albitarsis, está restrito aos estados brasileiros do Acre e Rondônia.

## Referência bibliográfica
- Consoli RAGB, Lourenço-de-Oliveira R. (1994). "Principais mosquitos de importância sanitária no Brasil" (PDF)  . Editora Fundação Instituto Oswaldo Cruz, Rio de Janeiro, Brasil.